# 愛沙尼亞國徽
愛沙尼亞國徽分大小兩種。
小國徽為一盾徽。盾地金色，上有三隻藍色獅子，伸舌並舉起右前肢呈邁步狀。大國徽是在小國徽的基礎上加上橡樹枝條裝飾。